# Bobrik Károly
Bobrik Károly (1901. – 1971. április 5.) válogatott labdarúgó, balfedezet.

## Pályafutása

### Klubcsapatban
A Postás labdarúgója volt. Megbízható, jól szerelő játékos volt, aki a csapatjátékból is kivette a részét.

### A válogatottban
1926-ban egy alkalommal szerepelt a magyar labdarúgó-válogatottban. A többszörös amatőr válogatott labdarúgó a professzinális bajnokság bevezetésekor érdemelte ki a válogatottságot.

## Statisztika

### Mérkőzése a válogatottban
| Magyarország | Magyarország        | Magyarország                    | Magyarország | Magyarország | Magyarország  | Magyarország | Magyarország | Magyarország |
| #            | Dátum               | Helyszín                        | Hazai        | Eredmény     | Vendég        | Kiírás       | Gólok        | Esemény      |
| ------------ | ------------------- | ------------------------------- | ------------ | ------------ | ------------- | ------------ | ------------ | ------------ |
| 1.           | 1926. augusztus 20. | Budapest, Hungária körúti pálya | Magyarország | 4 – 1        | Lengyelország | barátságos   | -            |              |
|              | Összesen            |                                 |              | 1            | mérkőzés      |              | 0            | gól          |